# グレテ・ワイツ
グレテ・ワイツ（Grete Waitz née Andersen、旧姓：アンデルセン、1953年10月1日 - 2011年4月19日）は、ノルウェーの女子陸上競技選手。中距離ランナーからマラソンに転向し、1970年代後半から80年代にかけて女子マラソンの記録を飛躍的に高めた。ノルウェー語での発音に準拠しグレーテ・ヴァイツとも表記される。

## マラソン転向まで
ノルウェーの首都オスロで生まれる。小さい頃から運動能力に長けていたが、女性のスポーツへの理解と支援が十分ではなかった時代で、両親にスポーツへの取り組みを理解させるのに苦労したという。
18歳の時、1972年ミュンヘンオリンピックに1500mの代表として出場したが、4分16秒0で予選6位（予選落ち）に終わる。しかし、2年後の1974年9月の第11回ヨーロッパ陸上競技選手権大会（ローマ）の1500mでは4分5秒2の記録で3位となった。1975年6月にオスロでの3000mで8分46秒6で優勝。同年、結婚してグレテ・ワイツとなった。夫はワイツのコーチを務めた。
1976年モントリオールオリンピックで再び出場した1500mでは4分4秒8の記録で予選8位に終わる。高橋進は、ワイツは中距離走者として「スピードの切れがないこと」が「致命傷であった」と評しており、1500mよりも3000mに重きを置くようになったという。1978年にはワールド・ゲーム（オスロ）の3000mに世界歴代2位の8分32秒1で優勝した。ワイツはオスロで教員を務めながら走り続けていたが、彼女のスピードに注目していたニューヨークシティマラソン主催者のフレッド・リボウがマラソンに招待し、1978年の同マラソンに出場することとなった。高橋進によると、ワールド・ゲームの際にすでにリボウはワイツと競技場で話していたという。

## 世界最高での3連覇
初マラソンとなった1978年のニューヨークシティマラソンでは、いきなり2時間32分30秒の世界最高記録で優勝する。実のところ、リボウはワイツがよいペースメーカーとなることを期待して招待したもので、完走するとは思っていなかったとのちにワイツは語っている。
翌1979年には女性として初の2時間30分突破となる2時間27分33秒で連覇。ワイツはニューヨークに早くから乗り込んで準備を重ね、2時間30分切りに必要なペースを定めて、途中の地点に目安となる時間を設定した。前半を1時間14分51秒で走り、後半はさらにペースアップして、2位の選手に11分近い大差を付けた。このあとワイツは英語の教員を1年休職してランニングに専念した。
1980年の大会では、当時としては驚異的な2時間25分42秒で3連覇を飾った。ワイツの出現は、ジョガー出身者が中心だった女子マラソンの世界に本格的なスピード時代の到来を告げるもので、3年間の記録向上は実に6分48秒にも及んだ。
なお、当時の日本の女子選手は3時間を切るレベル選手が数人いるのみで、1980年のワイツにほぼ匹敵する記録を樹立するのは14年も後のことである。

## ロサンゼルスオリンピックまで
4連覇が確実と目された1981年のニューヨークシティマラソンでは、足の痛みから10km付近で初の途中棄権となる。このレースではアリソン・ロー（ニュージーランド）がワイツの記録を上回る2時間25分29秒でゴールし、世界記録更新と伝えられた。このレース中、ワイツは自分を抜くローに対して「（女子）先頭のジュリー（・ブラウン）はオーバーペースよ。きっと落ちてくるわよ」と励ましたという。しかし、この年のレースは正規の距離より148m短かったことが3年後に判明し、実際にはこの時点でもワイツは世界記録保持者だった。
翌1982年4月のボストンマラソンにエントリーし、30kmをすぎるまでは世界最高も可能なスプリットを刻んだが、ここでも太腿にけいれんを発して途中棄権に終わった。しかしこの年10月から再びニューヨークシティマラソンで勝ち続け、1986年まで5連勝した。1983年のロンドンマラソンでは、2時間25分29秒の自己ベストを記録する。この記録をめぐっては世界最高記録になるかどうかでちょっとした騒ぎになった。というのは、計時は10分の1秒まで行われており、厳密なタイムは2時間25分28秒7であった。この記録の発表に際し、マラソンなら10分の1秒は「切り上げ」になるところ、当初他の競技の「切り捨て」ルールを誤って適用し「世界最高記録」とされた。直後に誤りが判明し、上記のアリソン・ローと並ぶ「世界タイ記録」に訂正された。しかし、現在ではローの記録が取り消されているため、この時点ではワイツ自身の持つ世界記録の更新だったことになる。だが、いずれにせよ、翌日に開催されたボストンマラソンでジョーン・ベノイト（アメリカ合衆国）が2時間22分43秒という大記録を打ち立て、わずか1日でワイツの記録は更新されたのだった。
とはいえ、ベノイトが記録を更新した後もワイツが女子マラソンの実力世界ナンバーワンという評価は揺らぐことはなかった。ベノイトの記録は、追い風8ｍという条件で全体としては下り坂の片道コースで樹立されたものであり（さらに、レポーターとして伴走した男子ランナーをペースメーカーに使ったのではないかという憶測を持たれたこともあって）、ワイツを凌ぐと見る関係者は少なかったのである。同年夏、ヘルシンキで開かれた第1回世界陸上競技選手権のマラソンに出場し、実力通り優勝した。この結果は、初めて女子マラソンが正式採用される翌年のロサンゼルスオリンピックの金メダル最有力候補という評価をますます高めた。
そのオリンピック本番では、他の多くの有力選手と同様、高温の環境を懸念して序盤での飛び出しを控えた。ベノイトの飛び出しにも、無謀と判断して付いていかなかったが、その後もベノイトは下がってこなかった。このときワイツは腕時計をはめておらず（計時車の直後を走るからという意図だったのか、単なるミスかは不明）、20kmをすぎてから並走していた同国のイングリッド・クリスチャンセン（ノルウェー）に時間を教えてもらって初めて自らの作戦ミスに気づき、あわてて追いかけるが時すでに遅かった。それでもワイツは2位を守り抜き銀メダルを獲得した。

## その後
1980年代後半までワイツは第一線で活躍した。ニューヨークシティマラソンでは1986年までの5連覇の後、1988年にも優勝し、通算9回の優勝はもちろん大会記録である。1988年ソウルオリンピックでもマラソンの代表に選ばれ、開会式においてノルウェー選手団の旗手も務めた。しかし、膝の悪化に直面して、18マイル地点を過ぎた直後に棄権した。
ワイツの最後のフルマラソンは、1992年11月のニューヨークシティーマラソンで、旧友のフレッド・リボウの伴走をしたときである。これはリボウが1990年に脳腫瘍と診断されたのち、60歳の誕生日を記念しておこなわれたもので、5時間32分35秒で完走した。
その後は第一線を退いたが、ランニングと健康を伝えるための市民マラソンには出場を続けていた。また、知的発達障害者のためのスペシャルオリンピックスや、ケア・インターナショナルのボランティア活動も行っていた。
祖国ノルウェーでは、オスロのビスレット・スタディオン（ビスレットゲームズも参照）前に像が建てられ、切手の図柄にもなったほか、彼女の名前を冠した記念レースが開催されている。また数々の記録を残したニューヨークでは、ニューヨークロードランナーズクラブの後援で「グレテ・グレート・ギャロップ」ハーフマラソンが実施されている。
2005年6月、癌で闘病中であることを公表し、2011年4月19日にオスロ市内の病院で亡くなった。57歳没。癌と診断された後には化学療法と放射線療法とを受けながら、毎朝トレッドミルで10km相当のランニング運動を行っていたという。なお、癌に冒されている部位については本人の意思で公表されなかった。
2009年8月、ワイツの長年のスポンサーであるアディダスが、ワイツが2007年に創設した癌治療基金「Aktiv mot kreft」と協力関係を結んだことが明らかにされた。これはアディダスの「グレテ・ワイツ」および「モダン・クラシック」ブランドの商品の売上から5%を基金が得るものである。これにより基金は年間5億ノルウェー・クローネを病院のトレーニングセンターやPETスキャナーへ投資することが可能となった。

## その他
世界的なランナーでありながら、日本の大きなレースには一度も参加しなかった。このため、彼女とレースで走った日本人は少ないが、増田明美は1982年に北欧に遠征した際に何度か同走している。オスロのハーフマラソンでは、スタート直後に引き離されそうになった増田が思わずワイツのランニングパンツを手で引っ張ったところ、ワイツはその手をはたいて走り去った（レース結果はワイツが優勝、ベノイトが2位で増田は3位）。

## 記録
- 1500m - 4分00秒55（1978年）
- 3000m - 8分31秒75（1979年）
- マラソン - 2時間24分54秒（1986年）